# The Silver Bandit
The Silver Bandit è un film del 1950 diretto da Elmer Clifton.
È un western statunitense con Spade Cooley, Ginny Jackson e Bob Gilbert.

## Produzione
Il film, diretto e sceneggiato da Elmer Clifton, fu prodotto dall'attore protagonista, Spade Cooley, e da Raymond Friedgen tramite la Spade Cooley Productions e girato nel settembre 1947.

## Distribuzione
Il film fu distribuito solo tre anni dopo la fine delle riprese, dal 20 febbraio 1950 da Raymond Friedgen con una copia in bianco e nero e a 35 mm.

## Promozione
Le tagline sono:
- THE TENDERFOOT DREAMED OF A LIFE OF ADVENTURE...and the SILVER BANDIT MADE HIS DREAMS COME TRUE!
- THEY FOUGHT FOR A HIDDEN FORTUNE OF SILVER BARS!
- BULLETS BLAZED A TRAIL TO THE SECRET HIDE-OUT OF THE NOTORIOUS BANDIT WO WAS TERRORIZING THE WEST!